# 拉博勒-埃斯库布拉克
拉博勒-埃斯库布拉克（法語：La Baule-Escoublac，法語發音：[la bol ɛskublak]）是法国大西洋卢瓦尔省的一个市镇，位于该省西部，大西洋沿岸，属于圣纳泽尔区。拉博勒-埃斯库布拉克也是大西洋角城市公共社区的行政中心。

## 地理
拉博勒-埃斯库布拉克（47°17'9"N, 2°23'32"W）面积22.19 平方千米，位于法国卢瓦尔河地区大区大西洋卢瓦尔省，该省份为法国西北部沿海省份，位于布列塔尼半岛东南部，北起伊勒-维莱讷省，西北接莫尔比昂省，西临大西洋，南至旺代省，东临曼恩-卢瓦尔省。
与拉博勒-埃斯库布拉克接壤的市镇（或旧市镇、城区）包括：盖朗德、波尔尼谢、勒普利冈、圣安德烈德索、圣纳泽尔。
拉博勒-埃斯库布拉克的时区为UTC+01:00、UTC+02:00（夏令时）。

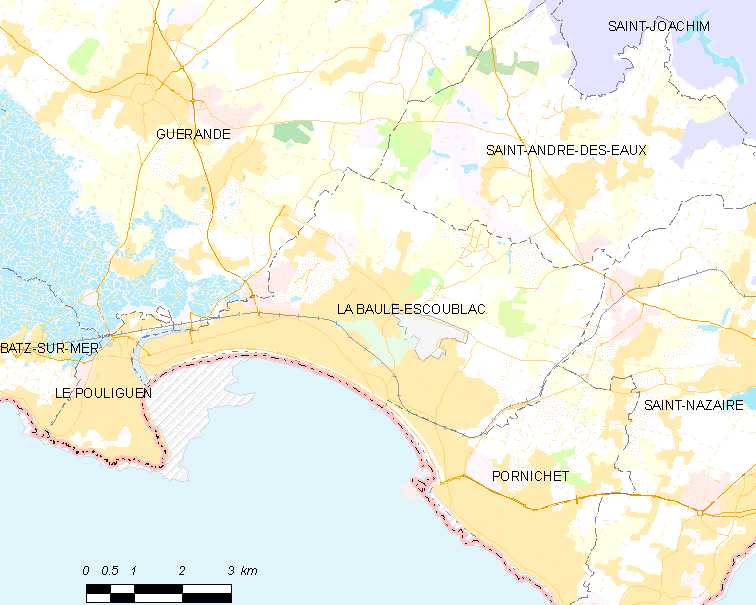
拉博勒-埃斯库布拉克的OSM定位图

## 行政
拉博勒-埃斯库布拉克的邮政编码为44500，INSEE市镇编码为44055。

## 政治
拉博勒-埃斯库布拉克所属的省级选区为拉博勒-埃斯库布拉克县。

## 人口

1962-2008年间拉博勒-埃斯库布拉克人口变化图示

拉博勒-埃斯库布拉克于2022年1月1日时的人口数量为16613人。